# Comuna Singureni, Giurgiu
Singureni este o comună în județul Giurgiu, Muntenia, România, formată din satele Crânguri, Singureni (reședința) și Stejaru.

## Așezare
Comuna se află în centrul județului, pe malul stâng al Neajlovului. Este străbătută de șoseaua județeană DJ411, care o leagă spre est de Călugăreni (unde se intersectează cu DN5), Comana (unde începe un traseu comun cu DN5A până la Hotarele) și mai departe în județul Călărași de Radovanu și Chirnogi (unde se termină în DN41), și spre nord-vest de Iepurești (unde se intersectează cu DN6), Bulbucata și Clejani (unde se termină în DN61).

## Demografie
Componența etnică a comunei Singureni
     Români (78,07%)
     Romi (13,88%)
     Alte etnii (0,13%)
     Necunoscută (7,91%)
Componența confesională a comunei Singureni
     Ortodocși (89,33%)
     Penticostali (1,17%)
     Alte religii (0,49%)
     Necunoscută (9,02%)
Conform recensământului efectuat în 2021, populația comunei Singureni se ridică la 3.083 de locuitori, în scădere față de recensământul anterior din 2011, când fuseseră înregistrați 3.191 de locuitori. Majoritatea locuitorilor sunt români (78,07%), cu o minoritate de romi (13,88%), iar pentru 7,91% nu se cunoaște apartenența etnică. Din punct de vedere confesional, majoritatea locuitorilor sunt ortodocși (89,33%), cu o minoritate de penticostali (1,17%), iar pentru 9,02% nu se cunoaște apartenența confesională.

## Politică și administrație
Comuna Singureni este administrată de un primar și un consiliu local compus din 11 consilieri. Primarul, Marian Pătuleanu[*], de la Partidul Social Democrat, este în funcție din 2012. Începând cu alegerile locale din 2024, consiliul local are următoarea componență pe partide politice:
|  | Partid                          | Consilieri | Componența Consiliului | Componența Consiliului | Componența Consiliului | Componența Consiliului | Componența Consiliului | Componența Consiliului |
|  | ------------------------------- | ---------- | ---------------------- | ---------------------- | ---------------------- | ---------------------- | ---------------------- | ---------------------- |
|  | Partidul Social Democrat        | 6          |                        |                        |                        |                        |                        |                        |
|  | Partidul Național Liberal       | 4          |                        |                        |                        |                        |                        |                        |
|  | Alianța pentru Unirea Românilor | 1          |                        |                        |                        |                        |                        |                        |

## Istorie
La sfârșitul secolului al XIX-lea, comuna era reședința plășii Câlniștea din județul Vlașca și era formată doar din satul de reședință, cu 1004 locuitori. Existau în comună o moară, o biserică și o școală mixtă cu 47 de elevi (dintre care 3 fete). La acea vreme, pe teritoriul actual al comunei mai funcționa în aceeași plasă și comuna Stănești-Chirculești, formată și ea doar din satul de reședință, având o școală mixtă și o biserică.
Anaurul Socec din 1925 consemnează desființarea comunei Stănești-Chirculești și includerea satului ei în comuna Singureni, care avea astfel în aceste sate 2573 de locuitori. În 1931, comuna a preluat și satul Crânguri de la comuna Strâmba.
În 1950, comuna a fost transferată raionului Giurgiu din regiunea București, satul Stănești-Chirculești schimbându-și denumirea în Stejaru. Comuna a trecut la județul Ilfov în urma reformei administrative din 1968. În 1981, o reorganizare administrativă regională a dus la transferarea comunei la județul Giurgiu.

## Monumente istorice
Șapte obiective din comuna Singureni sunt incluse în lista monumentelor istorice din județul Giurgiu ca monumente de interes local, toate fiind clasificate ca monumente de arhitectură: biserica „Sfântul Ioan Botezătorul” (1867) din Crânguri; biserica „Sfinții Constantin și Elena” (prima jumătate a secolului al XVIII-lea) din vestul satului Stejaru; biserica cu același hram (1854); conacul Nicu Cantacuzino (1840–1866); conacul Mociornița (1920–1930) de pe malul Neajlovului; spitalul (1910); și conacul (1850), astăzi sediu de Societate Agricolă, ultimele cinci toate din satul Singureni.